# Konsumentföreningen Göta
Konsumentföreningen Göta (ofta förkortat Kf Göta) var en svensk konsumentförening med huvudkontor i Växjö. Dess område omfattade Kronobergs län, större delen av Jönköpings län, södra och norra Kalmar län (undantaget området runt Oskarshamn) samt Lönsboda i Osby kommun och Österbymo i Ydre kommun. Föreningen uppgick 2020 i Coop Väst.

## Historik
Konsumentföreningen Göta bildades 1991 genom sammanslagning av Konsum Domus Jönköpings län, Konsum Markaryd, Konsum Gnosjö och Konsum Kronoberg och omfattade då huvuddelen av Kronobergs län och Jönköpings län. Butiksverksamheten inom Konsum Domus Jönköpings län hade då sedan januari 1990 legat direkt under Kooperativa förbundet genom KF Föreningsutveckling AB. Namnet Göta kom från Konsumtionsföreningen Göta, vilket hade varit konsumentföreningen i Jönköping från 1900 fram till bildandet av Konsum Domus Jönköpings län år 1965.
År 1994 uppgick Konsumentföreningen i södra Kalmar län i Kf Göta, varpå föreningen även omfattade södra Kalmar län och Öland. År 1995 uppgick Vaggeryds konsumtionsförening i Kf Göta.
År 2002 genomfördes en fusion med Konsum Västervik som hade sju butiker i Västerviks kommun. Därmed omfattades hela Kalmar län utom den del där butikerna drevs av Coop Oskarshamn med omnejd. Samma år uppgick även Kooperativa föreningen Fenix i Kosta i Kf Göta.
Den 1 oktober 2010 uppgick Lenhovda Konsumtionsförening i Kf Göta och den 1 februari 2011 fusionerade man även med Lönsboda Kooperativa Handelsförening.
Föreningen drev länge inte några stormarknader. De Obs! (senare Coop Forum) som fanns i dess område hade sedan 1990-talet istället drivits av KF centralt genom Coop Butiker och Stormarknader. Obs! vid A6 center i Jönköping behölls av KF centralt när resten av verksamheten inom tidigare Konsum Domus Jönköpings län överfördes till Kf Göta. Obs! vid Samarkands marknadsplats i Växjö såldes till KF under 1996. Kf Göta kvarstod som ägare till fastigheten Samarkand fram till 2003 när den såldes. Coop Forum i Växjö lades ner år 2007. Den 1 juli 2015 överläts Coop Forum i Jönköping (A6) och Kalmar (Giraffen) till Kf Göta och året därpå bytte dessa namn till Stora Coop. Coop Extra Norremark i Växjö profilerades om till en Stora Coop under 2018.
År 2019 försökte Kf Göta få till en fusion med Coop Oskarshamn med omnejd. Kf Göta röstade enhälligt för en fusion, medan Coop Oskarshamn med liten marginal röstade mot.
Den 16 maj 2020 röstade Kf Göta ja till fusion med Coop Väst. Sammanslagningen ägde rum den 1 november 2020. Kf Götas 47 butiker fördes över till Coop Väst AB.